# Sophiologie

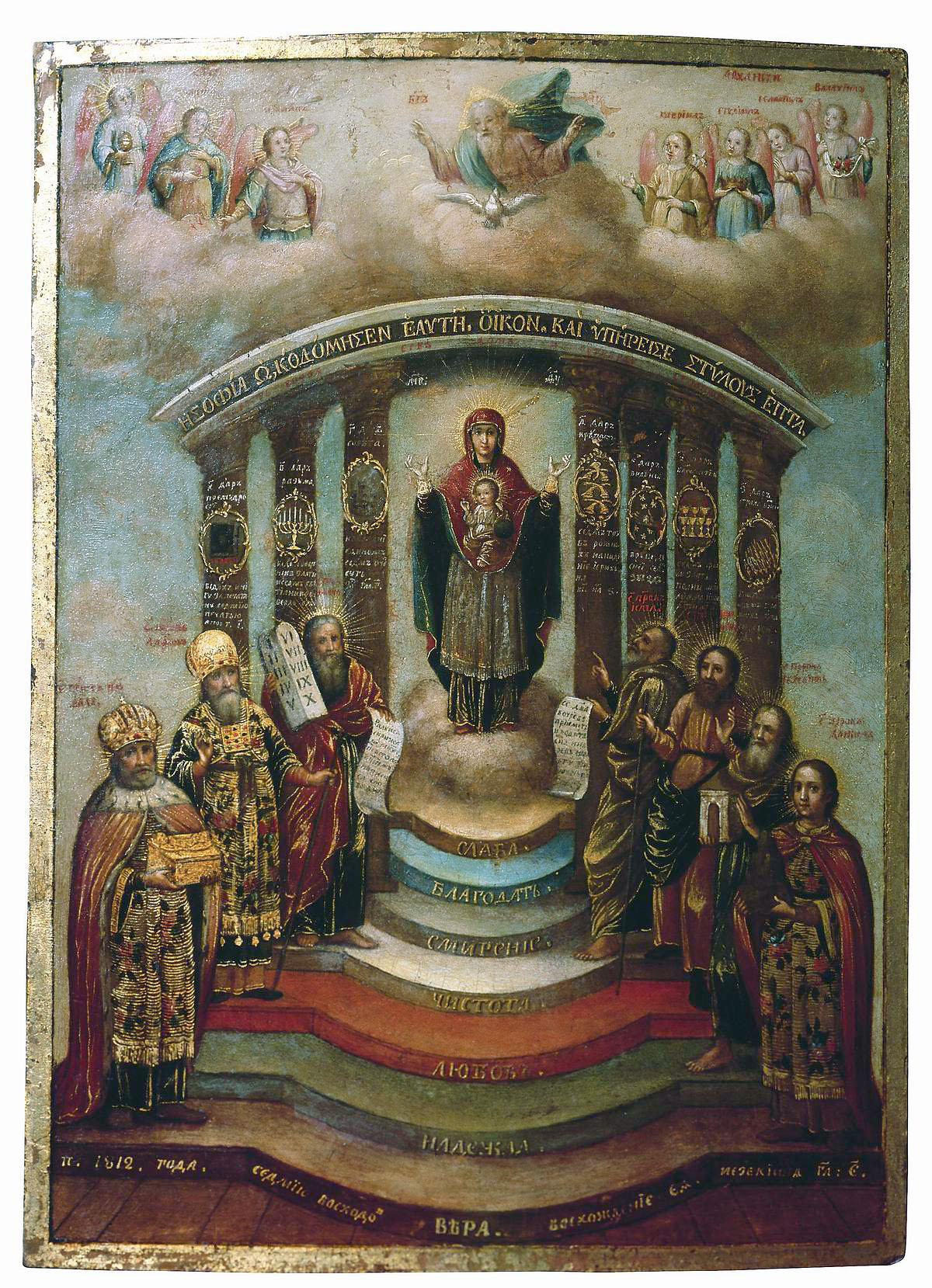
Icône russe de 1812 représentant Sophia, la « Sainte Sagesse ». Il existe différents types iconographiques de ce principe féminin.

La sophiologie (du grec  Σοφια, sophia, sagesse) est un développement philosophique et théologique chrétien, concernant la sagesse de Dieu elle-même divinisée, qui prend sa source dans la tradition religieuse hellénistique, dans le platonisme et dans certaines formes de gnosticisme. On a pu ainsi parler de « théologies de la Sagesse ».[réf. souhaitée]
Bien que théologiques, les principes de la sophiologie relèvent de catégories philosophiques, telles que l’« Un », le « Bien » ou le « Beau », que la Sophia personnifie ou divinise. Le problème essentiel de la sophiologie est celui des rapports de Dieu et du monde, la question de savoir comment un monde imparfait a été créé et continue d’être produit par un Dieu parfait. La Sophia est comprise dans cette problématique comme un principe intermédiaire entre la perfection de Dieu et la finitude du monde.
Au XXe siècle, la sophiologie fut principalement développée par Serge Boulgakov, influencé lui-même par les travaux du philosophe russe Vladimir Soloviev. La Sophia est devenue chez lui une notion clé dans son projet d’élaboration d’une métaphysique supérieure, susceptible d’exprimer le cœur le plus pur de la tradition byzantine-orthodoxe. La sophiologie de Boulgakov fut considérée comme une hérésie par l'Église orthodoxe de Russie, mais l’idée de Sophia continue aujourd'hui d’être le thème le plus consciemment original de la pensée religieuse russe.

## Origines
La Sophia, entendue comme principe féminin d'ordre divin, est déjà présente dans les Écritures, bien que sa définition y reste imprécise. Par ailleurs, le thème est commun, depuis l’Antiquité, à toute la tradition chrétienne, tant dogmatique que théosophique.

### Ancien testament
La doctrine de la « Sagesse divine » prend sa source au livre biblique des Proverbes de Salomon (VIII, 1-36 ; IX, 1-12),, l'un des textes non canoniques de l'Ancien Testament dits « sapientaux » (concernant la Sagesse divine), rédigés ou rapidement traduits en grec. La Sophia y parle d’elle-même en ces termes :
« Le Seigneur m’a créée prémices de son œuvre, avant ses œuvres les plus anciennes. De l’éternité je fus ointe, dès le principe, avant l’origine de la terre ».
Dans d'autres textes sapientaux, la Sophia est comprise comme « le souffle de la puissance divine et la pure émanation de la gloire du Pantocrator », sortie « de la bouche du Très-Haut ».
Issue de Dieu, coéternelle à lui, la Sophia biblique se situe dans une familiarité unique avec le Dieu créateur et semble s'identifier aux plans qu'il met en œuvre pour l'organisation de l'univers. Au moins, elle en connaît les secrets et rend Dieu plus présent au monde.

### Pères de l’Église
Pour les Pères de l’Église, les mots de la Sophia exprimés dans les Proverbes de Salomon renvoient non pas à une émanation de Dieu ou à un quelconque principe divin distinct de la Trinité, mais au Verbe divin, à la seconde personne de la Trinité, Jésus Christ (très rarement à la troisième, le Saint-Esprit). Dans les Évangiles en effet, la Sagesse divine s'incarne en Jésus.

### Gnosticisme
Dans les premiers siècles du christianisme apparaît le mythe de la Sophia gnostique, entité féminine déchue, prostituée et sainte à la fois, qui par sa démesure est responsable de la matière, du mal et de la mort. La Sophia des gnostiques implique l'idée d'une action solitaire indépendante de Dieu, relevant d'une initiative personnelle, par volonté de s'affirmer. Elle a voulu tout posséder d'elle-même, comme Dieu, et par là même, elle s'est abîmée dans un état d'opposition au divin. Il s'ensuit la désintégration des éléments du monde dans une existence égoïste,.
L’histoire mythologique de Sophia a fait l’objet de multiples variantes chez les gnostiques. Parmi eux, les Valentiniens (disciples de Valentin) ont conçu divers scénarios parfois fort complexes. Selon l’un des récits les plus courants, le trentième et dernier des Éons, Sophia, a voulu engendrer sans conjoint, n’aboutissant ainsi qu’à mettre au monde un avorton. Cette création inférieure, c’est Achamoth (nom hébreu de la Sagesse), la Sophia inférieure. Malheureuse, elle bouillonne dans les ténèbres, lieux de l’ombre et du vide, car elle aspire à la lumière et à la plénitude. De ses passions (crainte, tristesse, angoisse) naîtra la matière dont sera formé le monde sensible. Ces passions finiront par se convertir en essences permanentes, constituant ainsi le cosmos visible.

### Théosophie

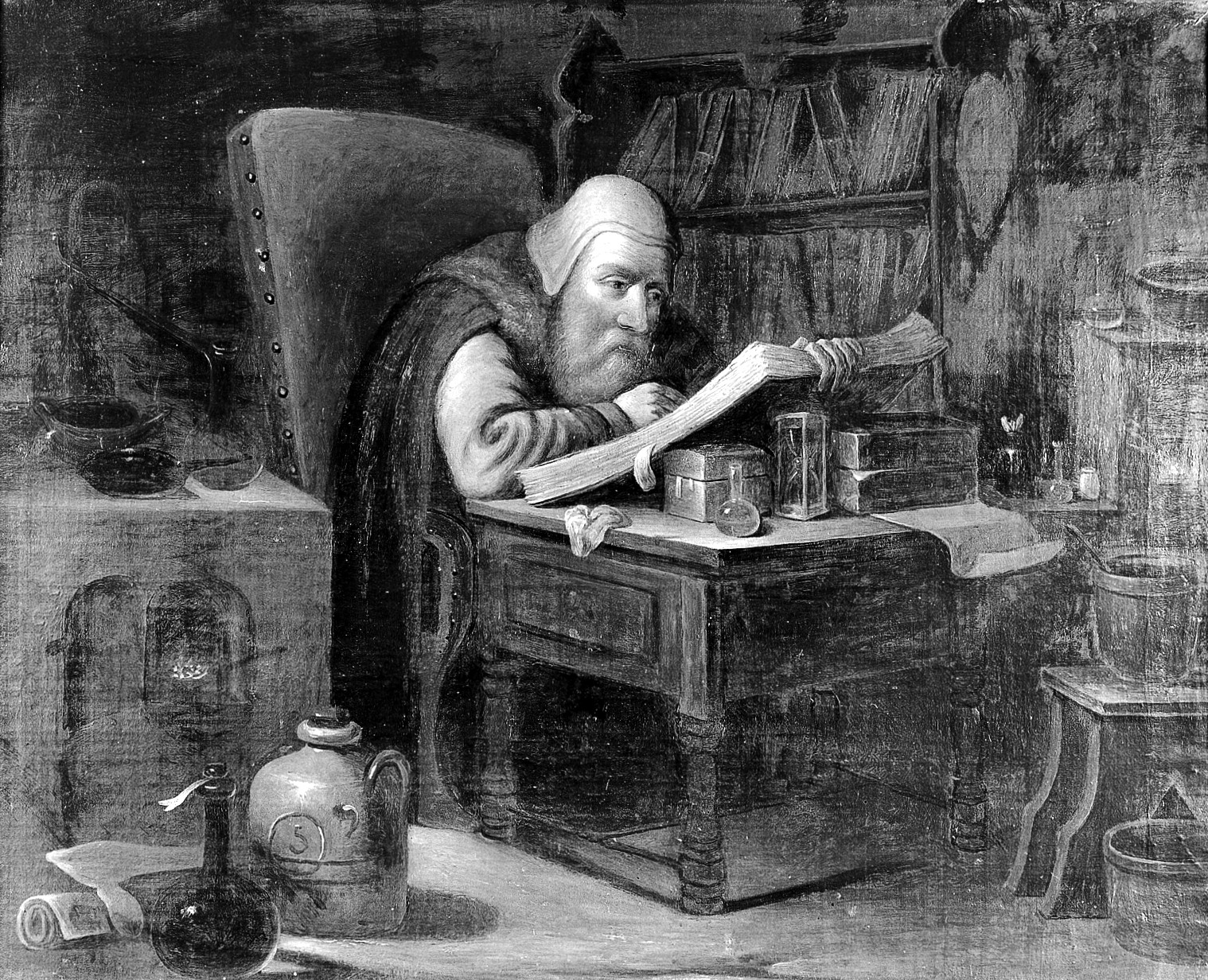
Cabinet idéalisé de l'alchimiste, qui est aussi à la Renaissance un philosophus (« philosophe ») : homme à la recherche de la Sophia à travers celle de la pierre philosophale (qui en constitue l'ultime manifestation physique).

La figure gnostique de la Sophia resurgit dans les œuvres mystiques et théosophiques à partir du XVIe siècle, mais sous une forme enrichie par les courants ésotériques qui sillonnent l'Europe au début de la Renaissance, ainsi que par les apports de la Kabbale juive et chrétienne, de l'alchimie et du néoplatonisme, dont le concept d' « âme du monde » sera repris pour se confondre parfois avec l'idée même de Sophia.

#### Weigel, Khunrath
Un des premiers penseurs religieux à placer la Sophia au cœur de sa théologie est Valentin Weigel, précurseur de la théosophie allemande et principal représentant au XVIe siècle de la tradition mystique rhéno-flamande. Il souligne la mission créatrice et génératrice de la Sagesse divine. Dans ses recueils d'homélies (Hauspostill), publiés en 1578, il évoque le mystère du mariage de Dieu et de Sophia dont l'union a produit une génération suprême, celle du Christ, d'Adam et du monde. Selon Weigel, Sophia a aussi « fait de Dieu un Dieu », elle a « arraché Dieu à l'éternité de sa retraite, afin qu'il se révélât dans sa création ».
En 1602, l'alchimiste allemand Heinrich Khunrath présente dans son Amphitheatrum sapientae Aeternae une synthèse entre Kabbale, alchimie, et tradition sophiologique, où la Sophia apparaît moins comme génératrice que comme médiatrice entre le Christ, dont elle émane, et l'humanité. Sophia est pour lui le feu opératif permettant l'obtention du « mercure philosophique », ingrédient initial de la pierre philosophale qui constitue elle-même l'étape finale de la recherche alchimique.

#### Böhme
Jacob Böhme, surnommé le Philosophus Teutonicus, est un penseur mystique allemand de la fin de la Renaissance, considéré comme le premier des théosophes modernes. Développant et précisant certaines intuitions de Weigel, il accorde à la Sophia (qu'il nomme en allemand Jungfrau) un rôle essentiel dans sa théogonie et ses conceptions théosophiques. Dans Aurora, publié en 1612, il explique comment elle préside à la naissance de Dieu : lumière jaillie des ténèbres de l' Ungrund, Sophia est le miroir dans lequel Dieu non seulement se connaît, se regarde exister, mais aussi s'exprime et se révèle. Dans ce miroir, Dieu crée par un acte magique et mystérieux d' « imagination ». Dans son Mysterium magnum, paru en 1623, Böhme développe cette idée : Sophia, « l'imagination divine », traduit en formes et en couleurs le déploiement du logos divin ainsi que la « corporéité » grâce à laquelle Dieu se manifeste dans sa création.
La Sophia représente également pour Böhme l'homme dans sa pureté, sa virginité et sa chasteté antérieures au péché originel. Elle est en l'homme la Sagesse divine, incréée, indissociable de l'Androgyne primitif – l'humanité pré-adamique des origines, pure et sans division. L'« âme sophianique » renvoie dès lors chez Böhme à la préexistence céleste de l'homme terrestre. La chute de l'homme consiste justement dans la perte de sa « sophianité », autrement dit, de sa pureté, de sa virginité. À la perte de la Sophia céleste correspond la naissance de l'Ève terrestre, la féminité. La Vierge Marie représente particulièrement la Sophia, et la sophianité de la Vierge renvoie à l'androgynie du Christ. Selon la théorie sexuelle de Böhme, l'affranchissement de la sexualité terrestre implique le rétablissement de l'androgynie primitive, celle dans laquelle l'homme et la femme ne faisaient qu'un dans un corps de lumière. C'est ce corps qui doit être retrouvé par l'humanité pour restaurer l'unité primordiale. La mystique sophianique de Böhme est ainsi solidaire d'une anthropologie spirituelle.
Les idées de Böhme sur la Sophia sont à l'origine d'un véritable culte de la Sagesse durant la seconde moitié du XVIIe siècle, en Angleterre d’abord, puis en Hollande et dans l'Allemagne piétiste : mystiques, visionnaires, spiritualistes y puisent une partie de leur inspiration. Mais avant tout, elles fécondent la pensée et l'imaginaire théosophique jusqu'au XXe siècle, influençant dans le même élan la philosophie romantique, par le relais de Friedrich Christoph Œtinger, puis de Saint-Martin et von Baader.

#### Saint-Martin
Au travers du prisme théosophique de Böhme, le français Louis-Claude de Saint-Martin, dit « le philosophe inconnu », élabore à la fin du XVIIIe siècle une philosophie originale de la nature proche de celle des romantiques, mais jette aussi certaines bases de la sophiologie moderne. Il accorde à Sophia un rôle primordial dans la création de l'homme et en fait l'agent de sa réintégration. La Sophia, ou « Sophie », est vue par lui comme une émanation divine qui contient « les lois de l’Harmonie universelle et des Nombres » qui ont présidé à la création.
Avec la notion de Sophia, Saint-Martin développe l'idée d'un principe intermédiaire entre l'esprit et la matière, au sein d’une théorie générale de la création entendue comme connaissance de Dieu par lui-même. Dieu, pour Saint-Martin comme pour Böhme, « imagine » dans la Sophia, c’est-à-dire qu’il s’y reflète et s’y représente, se connaissant ainsi lui-même à chaque instant dans l’objet créé. Miroir de l’imagination divine et matière première des « images vraies », la Sophia est le principe passif de l'engendrement du monde, en ce sens distincte de Dieu qui en est le principe actif, mais aussi distincte de la matière, dont elle fixe les règles d'action.

#### Baader
Dans les premières années du XIXe siècle, la recherche du « grand agent de la nature » mène Franz von Baader, philosophe mystique de la mouvance romantique, à concevoir une âme du monde puis, dans le sillage de Böhme, à repenser le rôle de la Sophia. Fondement du divin, elle est chez lui la matrice de tous les archétypes, assurant le lien entre la créature et son principe. C'est elle qui permet de restaurer « l'image de Dieu » en l'homme en s'incarnant en lui.
Von Baader influence de façon notable le courant sophiologique russe qui se développe au début du XXe siècle à la suite des écrits de Vladimir Soloviev. Il donne aux idées de Böhme sur la Sagesse divine un caractère plus philosophique et plus accessible.

## Sophiologie russe

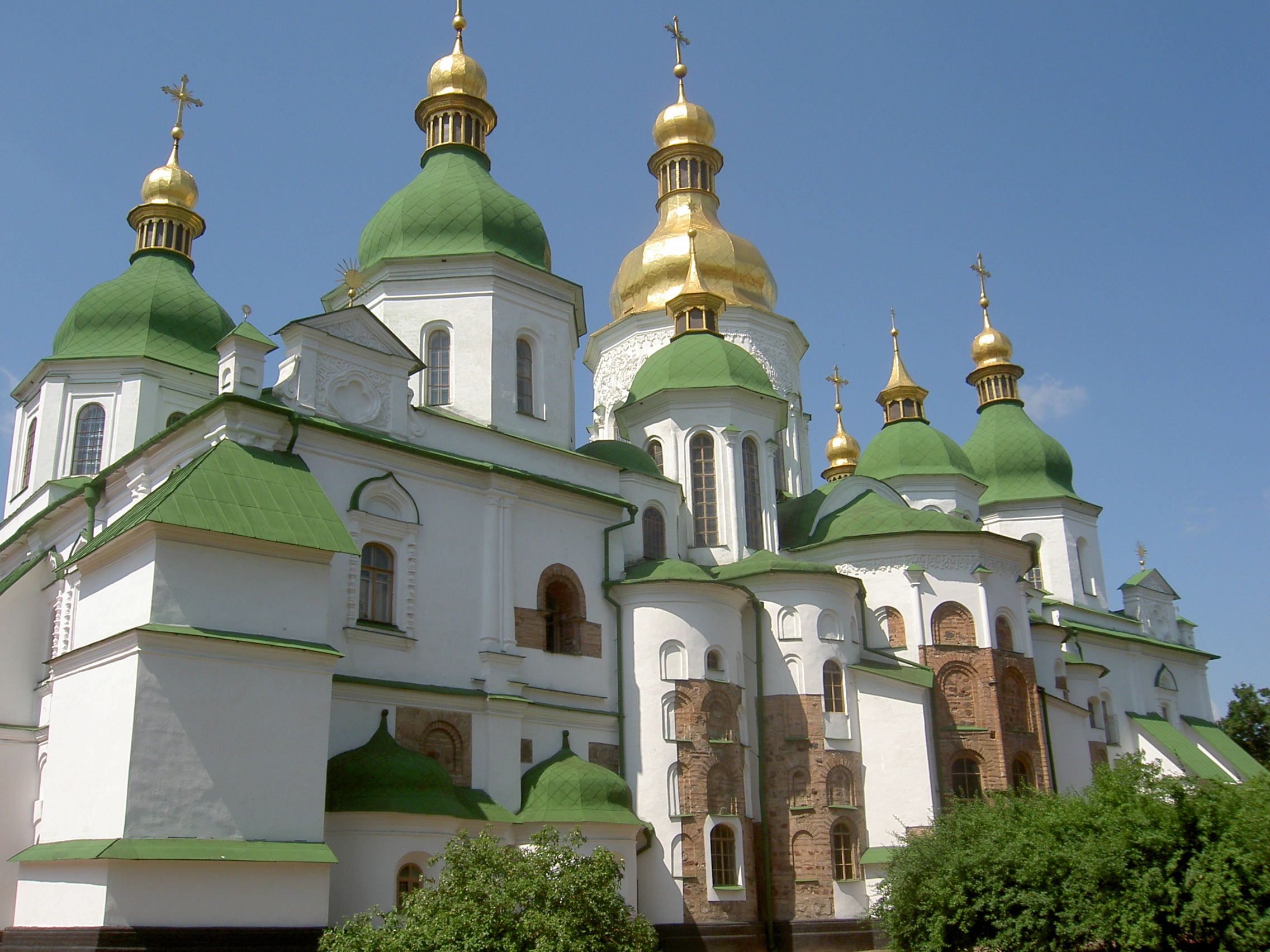
Cathédrale Sainte-Sophie de Kiev. Dans l'Orient orthodoxe et en Russie, des églises ont été dédiées à Sophia, notamment à Constantinople au VIe siècle, à Kiev, Novgorod, Polotsk au XIe siècle, Vologda, Arkhangelsk, Tobolsk aux.

L'intérêt pour la question sophiologique apparaît dans la pensée russe à la charnière des XVIIIe et XIXe siècles en lien avec la diffusion en Russie des traductions de Jacob Böhme et Louis Claude de Saint-Martin. En 1817 paraît en Russie la traduction du livre de Jacob Böhme Christosophia, ou Chemin vers le Christ, où l'un des chapitres, « De l'authentique repentir », contient un enseignement sur la Sophia qui se diffusera au sein de l'intelligentsia russe.

### Speranski
On trouve les premières réflexions en russe sur la Sophia dans les manuscrits de Mikhaïl Speranski, qui seront lus plus tard par Paul Florensky et qu'il citera dans La Colonne et le fondement de la vérité, publié en 1914. Pour Speranski, la Sophia est « la distinction d'une partie de l'Être qui est propre au Fils », le « miroir » où se reflète la gloire du Père et du Fils. Elle est la fille du Père, la sœur et la fiancée du Fils, « la mère de tout ce qui existe hors de Dieu », le « premier être extérieur ».
Speranski pense déjà la Sophia dans une perspective « panenthéiste », qui sera propre à toute la sophiologie russe : d'un côté la Sophia est inséparable de la Divinité, elle est son idée ; de l'autre, elle est le divin dans le monde, le principe de la création et de l'ordonnancement du monde, ainsi que le but vers lequel le monde tout entier doit tendre.

### Soloviev
C’est le penseur religieux russe Vladimir Soloviev qui introduit le premier l’idée d’une étude spécifique de la Sophia où s’articulent à la fois le domaine de la mystique et celui des concepts. Sa sophiologie s'insère dans une vision globale des rapports entre le créé et l'incréé : le « théandrisme », au sein duquel la notion d'humanité se mêle à celle de Dieu.
En 1874, dans une thèse de doctorat fortement inspirée par les premiers théoriciens slavophiles (Ivan Kireïevski, Alexeï Khomiakov) et leur doctrine de la « connaissance intégrale », Soloviev décrit le mouvement de la pensée occidentale comme une émancipation de la raison médiévale, devenue étrangère à l’autorité révélée. C’est d’après lui à partir de ce processus d’émancipation que la pensée occidentale s’est éloignée de son but véritable : saisir l’unité intrinsèque du réel. Soloviev s’appuie alors sur les ressources de la tradition religieuse russe et orthodoxe pour saisir ce qui, de la réalité, échappe à la raison limitative de l’homme qui fragmente tout ce qu’elle conçoit. Cette réalité lui apparaît sous les traits féminins :
« La réalité visible n’est pas sérieuse, n’est pas la nature véritable – elle est seulement le masque, le voile d’Isis ».
En 1875, tandis qu'il étudie la Kabbale à la bibliothèque du British Museum, une révélation mystique le jette en Égypte où il dit avoir vécu, dans le désert, une nouvelle rencontre avec Sophia, jusque là seulement entrevue dans ses lectures de la Kabbale, des gnostiques et des théosophes. La Sophia y est vue comme le visage féminin de Dieu, rayonnant de « tendresse » et de « chasteté ». En elle se transfigure la matière, et par elle l’esprit s’incarne. C’est, selon Soloviev, ce phénomène mystérieux de l’Incarnation « sophianique » qui fait de la sophiologie la principale clé d’intelligibilité du réel.
Déjà, avec Soloviev, la Sophia prend un double aspect et s'identifie tantôt avec le monde des idées dans l'Absolu, tantôt avec le principe absolu dans sa manifestation. C'est cette dualité de la Sophia qui exprime son caractère médiateur. En effet, sous ses aspects divers, elle se rapporte aussi bien au monde divin qu'au monde créé. Soloviev définit la Sophia dans cette perspective tantôt comme le corps de Dieu, tantôt comme l'âme du monde.

### Troubetskoï
Evgueni Troubetskoï critique la doctrine sophiologique de Soloviev dans un ouvrage publié en 1913 et intitulé La Vision de monde de V. S. Soloviev. Il considère que l'erreur fondamentale de Soloviev est d'avoir identifié la Sophia divine à l'âme du monde, d'avoir vu dans la Sophia la substance du monde déchu, reliant ainsi le mal du monde à un état dégradé et corrompu de la Sophia. Dans le Le Sens de la Vie, publié en 1918, Troubetskoï adresse un reproche analogue à son contemporain Serge Boulgakov, relevant dans sa sophiologie « les traces d'un gnosticisme invaincu, de type platonicien et même schellingien ».
Selon Troubetskoï, la Sophia doit être ramenée entièrement à la sphère du transcendant, afin d'éviter le dédoublement entre Sagesse créée et Sagesse incréée. La Sophia n'est pas la médiatrice entre Dieu et la créature, mais la sagesse et la force divines, inséparable du Christ. Le monde déchu est quant à lui clairement distinct de la Sophia. Celle-ci peut s'y dévoiler, comme avec la lumière du jour, et même s'y réaliser, mais elle ne peut constituer le principe de son développement et de son perfectionnement.

### Florensky
Paul Florensky, prêtre orthodoxe, mathématicien et représentant de la nouvelle « conscience religieuse », reprend au début du XXe siècle le thème de la Sophia dans une perspective qui se veut plus proche de la tradition chrétienne orthodoxe, où se mêlent indissolublement le dogme, la liturgie et l’iconographie. Il consacre à la Sophia la dixième lettre de La Colonne et le fondement de la vérité, ouvrage publié en 1914. Il voit en elle la réalité cosmique comprise comme un tout, soudée par l’amour pour Dieu et illuminée par la beauté du Saint-Esprit. Il la considère comme « le quatrième élément hypostatique » dont les aspects sont pluriels et qui, du fait de cette pluralité même, est interprétée de façons différentes par les mystiques et les théologiens.
Florensky décrit Sophia non comme une essence métaphysique, donnée par une définition logique, mais comme une réalité religieuse, soulignant le caractère premier et authentique de l'intuition religieuse de la Sophia par rapport aux tentatives pour l'exprimer dans une spéculation métaphysique. Il la formule ainsi de façon lyrique : elle est la « grande racine de la créature dans son ensemble », la « nature originelle des créatures, l’amour créateur de Dieu » dans l’être créé. Considérée en rapport avec la créature, Sophia est qualifiée par lui d' « Ange Gardien », de « Personne idéale » de l’univers.
Nicolas Lossky, dans son Histoire de la philosophie russe, interprète toutefois la sophiologie de Florensky dans un sens plus proche des spéculations métaphysiques. Il considère que la Sophia de Florensky est également, tout à la fois :
- la substance idéale du monde créé
- sa raison, autrement dit, sa signification ou sa vérité
- la sainteté de ce monde constitutive de sa beauté idéale[15].

Toujours selon Lossky, la Sophia de Florensky a une quantité d’autres aspects : elle est l’Église céleste mais aussi terrestre, l’humanité entière en tant qu’âme et conscience de la création, le corps transfiguré du Christ, etc.
La sophiologie de Florensky prétend néanmoins refléter les dogmes des grands conciles et renoncer définitivement à toute tentative de développement d’une pensée rationnelle spéculative affranchie de la révélation. Elle doit exprimer le paradoxe d’une vérité à la fois expérientielle (vécue en première personne) et antinomique (jouant des contradictions).

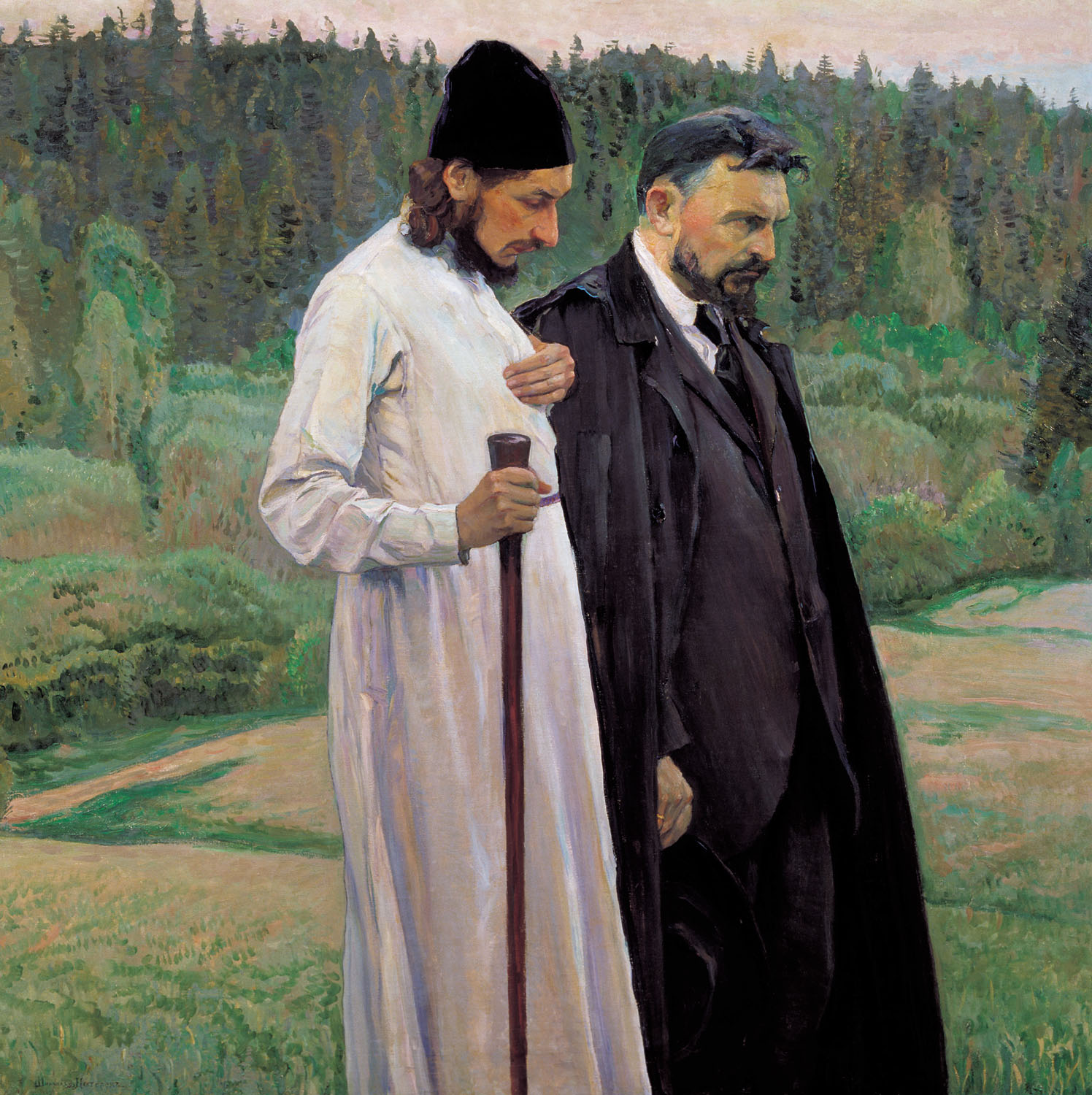
Portrait de Paul Florensky et Serge Boulgakov (à droite), par Mikhail Nesterov, en 1917.

### Boulgakov
C’est durant son exil à Paris à partir de 1922 que Serge Boulgakov, philosophe et théologien orthodoxe russe, développe la plus grande partie de son œuvre. Il élabore une sophiologie dogmatique originale, tenant aussi bien de la tradition de l’Église d'Orient que des interrogations philosophiques de l’occident. La problématique sophiologique occupe une place centrale dans sa philosophie et sa théologie. Il souhaite continuer l’entreprise d’adaptation de la théorie des Idées de Platon à la vision chrétienne du monde, commencée par les Pères de l’Église d’Orient (Athanase, Grégoire de Nazianze, etc.), puis reprise en Russie par Vladimir Soloviev sur lequel il commence par s'appuyer.
La Sophia est identifiée par Boulgakov au monde des Idées situé dans l’Intelligence divine et contenant les archétypes des créatures de toutes les espèces ainsi que les lois de l’Univers. L’idée de l’Univers, du Cosmos, est « Une » en Dieu, mais elle contient toute la multiplicité des Idées qui constituent l’ordre cosmique du monde. Dans l’Intelligence divine, ce monde des Idées est éternel, incréé, même si la création s’est produite à un moment donné selon la volonté divine. À partir de ce moment originel, les Idées, qui constituent la structure de l’univers, ont commencé d’exister dans le monde, et c’est bien dans le monde que nous pouvons les retrouver et connaître ainsi la Sagesse divine (la Sophia proprement dite).
D’après la doctrine sophiologique de Boulgakov, le monde des Idées est transcendant en Dieu, et sans division, mais il est immanent au monde depuis le début de la création où il se révèle dans une grande diversité. Il est immanent aussi pour nous, car nous ne pouvons les retrouver que dans le réel et en nous-mêmes. Cette conception conduit Boulgakov à échafauder une théorie de la double Sophia, l’une transcendante et proprement divine et l’autre immanente à la création. Cette théorie est esquissée en 1917 dans La lumière sans déclin, puis développée dans Agnus Dei (1933), La sagesse de Dieu (1937), L'Épouse de l'agneau (1939) et Le Paraclet (1936),.
Pour Boulgakov, la tâche de l'humanité consiste dans la « transfiguration sophianique » du monde, autrement dit, dans la restitution de l'état originel de la nature. Il qualifie sa position de « matérialisme religieux » ou de « panenthéisme » : le monde appartient à Dieu, étant donné que rien ne peut être hors de Dieu, comme quelque chose d'étranger à lui. C'est en effet en Dieu que le monde trouve le fondement de sa réalité, mais aussi sa fin, et c'est la Sophia qui réalise cette relation dans la création et la transfiguration.

### Critiques et conceptions alternatives
La sophiologie contemporaine a fait l’objet de vives critiques. Le prêtre orthodoxe russe Georges Florovsky et le théologien orthodoxe Vladimir Lossky s'y opposèrent et critiquèrent cette introduction, au sein de la théologie chrétienne, de la Sagesse de Dieu comprise comme une divinité. Pour Florovsky (à ne pas confondre avec Florensky), les références iconographiques concernant la polyvalence sophianique (les différentes façons de représenter la Sophia) sont dues à un malentendu sur leur signification originelle. Lossky voit quant à lui dans la sophiologie une « union malencontreuse » entre le « Saint Esprit » et la « Vierge Marie » en une seule divinité ou hypostase de Dieu. Il n’y a pour lui dans cette doctrine aucun véritable fondement dans la tradition patristique.
En 1935, le patriarcat de Moscou condamne la pensée de Boulgakov. Dans la théologie orthodoxe actuelle, le « néopalamisme patristique » de Lossky, optant pour une distinction entre essence et énergie de Dieu, semble l’avoir emporté sur le courant sophiologique, qui implique l’existence d’un principe intermédiaire entre Dieu et le monde.